# 加里·维纳查克
加里·维纳查克（英語：Gary Vaynerchuk；1975年11月14日—），原名赫納德濟·亞歷山德拉維奇·瓦伊尼亞爾楚克，美国创业家、《纽约时报》最畅销作家（五次当选）、演说家及国际公认的互联网名人。最初是作为一位杰出的葡萄酒评论员而为人所知，将其家族的葡萄酒产业资产由3百万美元增加到6千万美元， 维纳查克最为人所知的是以數位行銷及社区媒体先锋的身份担任以纽约为基地的 VaynerMedia 及 VaynerX 的掌门人。
维纳查克是优步、Birchbox、Snapchat、脸书、推特和Tumblr等公司的天使投资人或顾问。他经常在全球创业和技术会议中担任主讲人。

## 早年生活
维纳查克生于苏联，1978年移民美国，当时苏联已经签署限制战略武器谈判条约，该条约以美国小麦为交换条件允许苏联犹太人离开苏联。加里一家九口居住在纽约皇后区的一间卧室客厅厨房连体的小公寓。之后, 维纳查克一家迁居到紐澤西州的爱迪生镇，在那里，维纳查克创办了柠檬汁专卖站连锁店，并通过在周末交易棒球卡挣得了成千上万美元的收入。14岁那年，他开始参与自家的葡萄酒零售生意。1998年，维纳查克从麻州牛顿市的伊达山学院本科毕业，获得学士学位。

## 事业

### Wine Library葡萄酒庄
1999年大学毕业以后，维纳查克开始接管父亲在新泽西斯普林菲尔德的葡萄酒庄的日常运作，把店名Shopper's Discount Liquors改为Wine Library，并且推出在线销售。2006年又推出名为Wine Library TV的葡萄酒网播节目，每日一期。
通过电子商务，电子邮件行銷和定价的天才组合，截至2005年，维纳查克已经将业务从3百万美元增至6千万。2011年8月，维纳查克宣布从Wine Library功成身退，转而把精力集中于创建VaynerMedia（维纳查克兄弟于2009年合力创办的數位代理）。

### VaynerMedia
2009年，维纳查克兄弟加里和AJ合办了VaynerMedia，一个以社交媒体为重点的數位机构。VaynerMedia向通用电气、安海斯-布希、亿滋国际和百事公司等《财富》500强企业提供社交媒体及战略服务。 2015年，VaynerMedia跻身于《AdAge》一线机构名单。2016年，共有600名员工的VaynerMedia总收入达一亿美元。VaynerMedia还与Vimeo合作，以數位内容为立足点为各大品牌及电影制作人牵线搭桥。

### The Gallery
2017年据《华尔街日报》报道，维纳查克成立了The Gallery，该公司旗下不仅有维纳查克和RSE Ventures收购的PureWow，还包括其他媒体和创意产业。PureWow总裁Ryan Harwood担任The Gallery总裁。數位代理公司VaynerMedia的姐妹公司Marketing Dive如此描述PureWow加盟VaynerMedia：“强力结合后，其内部团队和资源使得提高视频方面的能力成为可能。”

## 投资
2017年维纳查克曾以天使投资者的身份进行个人投资，投资对象包括女性刊物PureWow，也是优步、脸书、推特、Venmo及数十家创业公司的投资人。

### VaynerRSE
从Tumblr和Buddy Media退出以后，维纳查克与RSE Ventures的Matt Higgins创建了2500万美元的投资基金VaynerRSE，并得到Miami Dolphins老板Stephen Ross的鼎力支持。该基金致力于消费者技术，除了进行传统的天使投资以外，还具有企业孵化器的功能。

### BRaVe Ventures
2014年，维纳查克与社交电视企业家Jesse Redniss、David Beck联手创立了BRaVe Ventures。该公司就新兴技术和资金为电视网络出谋划策，并孵化新兴的多屏和社交网络创业公司和技术。 2016年11月，据《综艺》杂志报道，特纳广播公司聘请BRaVe Ventures为其旗舰品牌TBS及TNT的业务和策略发展献计献策。

### VaynerSports
2016年，维纳查克对体育机构Symmetry进行投资，成立了VaynerSports，提供全方位运动员代理服务。2017年，VaynerSports与包括Jalen Reeves Maybin和Jon Toth在内的美国职业橄榄球大联盟（NFL）签约球员订立了合約。

## 媒体

### 《Planet of the Apps》
2017年2月，Apple与Propagate郑重推出电视真人系列秀《Planet of the Apps》，剧组阵容包括维纳查克、will.i.am和Gwyneth Paltrow。该秀谑称为《创智赢家》遇上《美国偶像》。app开发人员在维纳查克及团队面前极尽能事来争取投资。剧组与Product Hunt一起赴奥斯汀、旧金山、洛杉矶和纽约各地进行了拍摄。

### 《DailyVee》
《DailyVee》是YouTube上的每日视频纪录片系列，纪录了维纳查克作为父亲、商人和公司总裁的生活花絮。从2015年起，维纳查克开始在VaynerMedia播放录制的真人秀，录制内容包括访谈、投资者会议以及策略谋划会。在该纪录片系列里，维纳查克运用各种社会媒体策略（特别是通过 Snapchat）来展示社会媒体营销之道。

### 《The #AskGaryVee Show》
2014年，维纳查克及其个人内容制作团队在YouTube上推出《The #AskGaryVee Show》。在节目中，维纳查克从推特和Instagram中搜罗各种问题，然后以其独有的即兴发挥的方式一一作答。这些问题通常与创业、家庭和生意有关，由制作团队预先筛选，但维纳查克本人直到节目开拍才知道这些具体问题。在《The #AskGaryVee Show》的启发下，维纳查克完成了他的第四本书《AskGaryVee: 一位创业家对领导力、社会媒体和自我意识的解读》。

### 《Wine Library TV》
2006年至2011年，维纳查克在YouTube上主持了一个称为《Wine Library TV》（《WLTV》，又称为《The Thunder Show》）的视频博客，主打内容为葡萄酒评论、品尝和咨询。该博客于2006年2月首次播出，每天都在新泽西斯普林菲尔德的Wine Library酒庄里制作出新节目。维纳查克登上《Mutineer》杂志2008年12月版的封面，正式推出"Mutineer访谈"系列。节目的名人嘉宾包括Jancis Robinson、Heidi Barrett、Kevin Rose、Timothy Ferriss、CNBC 《Mad Money》节目的Jim Cramer、Wayne Gretzky及Dick Vermeil。
播出1000集以后，维纳查克于2011年退出节目，继而推出视频播客《The Daily Grape》。2011年8月，维纳查克在《The Daily Grape》上宣布从葡萄酒视频博客正式退出。

### 《Wine & Web》
2010年，维纳查克在天狼星XM上推出《Wine & Web》。在节目中，“Wine of the Week”的新酒品尝与“Web of the Week”对小玩意、流行趋势和创业公司的评价相辅相成。

## 书作

### 《Crush It!》
2009年3月，维纳查克与哈珀柯林斯签下百万美元十本书作的合约，随后于同年10月出版了第一本书《Crush It! Why Now is the Time to Cash in on your Passion》.数周之内，《Crush It!》就窜升至亚马逊网络营销类畅销书之首，同时在《纽约时报》的咨询类精装畅销书中名列第二，并跻身于《华尔街日报》的畅销书榜。《Crush It!》在ReadWrite，CBS News和Psychology Today均得到点评。《Crush It!》还是Vook平台发布的首批丛书之一。

### 《The Thank You Economy》
2011年，维纳查克的第二本书《The Thank You Economy》在《纽约时报》的咨询类精装畅销书中名列第二，该书讨论了促成商家与客户之间成功关系的各类数字及软性因素。

### 《Jab, Jab, Jab, Right-Hook》
2013年，维纳查克通过哈珀商业出版了他的第三本书《Jab, Jab, Jab, Right Hook: How to Tell Your Story in a Noisy Social World》。通过讲述主要社交媒体平台中种种推广活动与策略的成与败，这本书演示了商家应该使用或避免的社交媒体行銷手段和策略。《Jab, Jab, Jab, Right-Hook》首次出版就荣登《华尔街日报》的商务丛书排行榜首，并在《纽约时报》的咨询类精装畅销书中名列第四。

### 《AskGaryVee: One Entrepreneur's Take on Leadership, Social Media, and Self-Awareness》
2016年3月，维纳查克通过哈珀柯林斯出版社的哈珀商业出版了他的第四本书《AskGaryVee: One Entrepreneur's Take on Leadership, Social Media, and Self-Awareness》。以维纳查克的YouTube系列秀《#AskGaryVee》为创作原型，维纳查克在这本小说中收录了其YouTube系列秀中的问答隽语，范围涵盖自我意识、为人父母以及创业江湖。《#AskGaryVee》成为维纳查克的第四本《纽约时报》畅销书。

## 声誉
有关维纳查克的专访和文章在《纽约时报》、《华尔街日报》、《智族》，和《时代周刊》中都有刊载。他本人曾以嘉宾的身份出现在《Late Night with Conan O'Brien》和《艾伦秀》等节目。本世纪初，维纳查克被称为”YouTube时代的第一位葡萄酒大师“、”葡萄酒天地的新巨星“，还被华盛顿州酿酒师Rob Newsom称为可能是”美国继罗伯特·派克之后最具影响力的葡萄酒评论家“。 2003年，《市场观察》杂志授予加里·维纳查克“Market Watch Leader”奖，维纳查克成为该奖项最年轻的得主。2009年7月《醇鉴》杂志在对葡萄酒业风云人物进行排名的“风云榜”中将维纳查克列为第40名，对其“博客的力量”予以褒奖。
2011年，《华尔街日报》将维纳查克列入其“推特小生意大人物”名单，《彭博商业周刊》将他列入“创业者之二十名楷模”名单。 2013年，维纳查克登上《Inc.》杂志11期的封面，专刊题为“如何在四大社交媒体平台中游刃有余”。
2014年，维纳查克当选《财富》40岁以下名人之列，并成为美国小姐选美大赛裁判之一。2015年他跻身于《Crain's New York Business》不惑之年40强之列，并被列入《Inc.》杂志的“不得不听的25位社交媒体主讲人”名单。 2016年，维纳查克成为“天才奖”评奖人之一。

## 備注
1. ↑  白俄羅斯語：，羅馬化：Hyenadz Alyaksandravich Vaynyarchuk；
或按俄語音譯根納季·亞歷山德羅維奇·瓦伊涅爾丘克
俄语：，羅馬化：Gennadiy Aleksandrovich Vaynerchuk